# رضوانی تانک

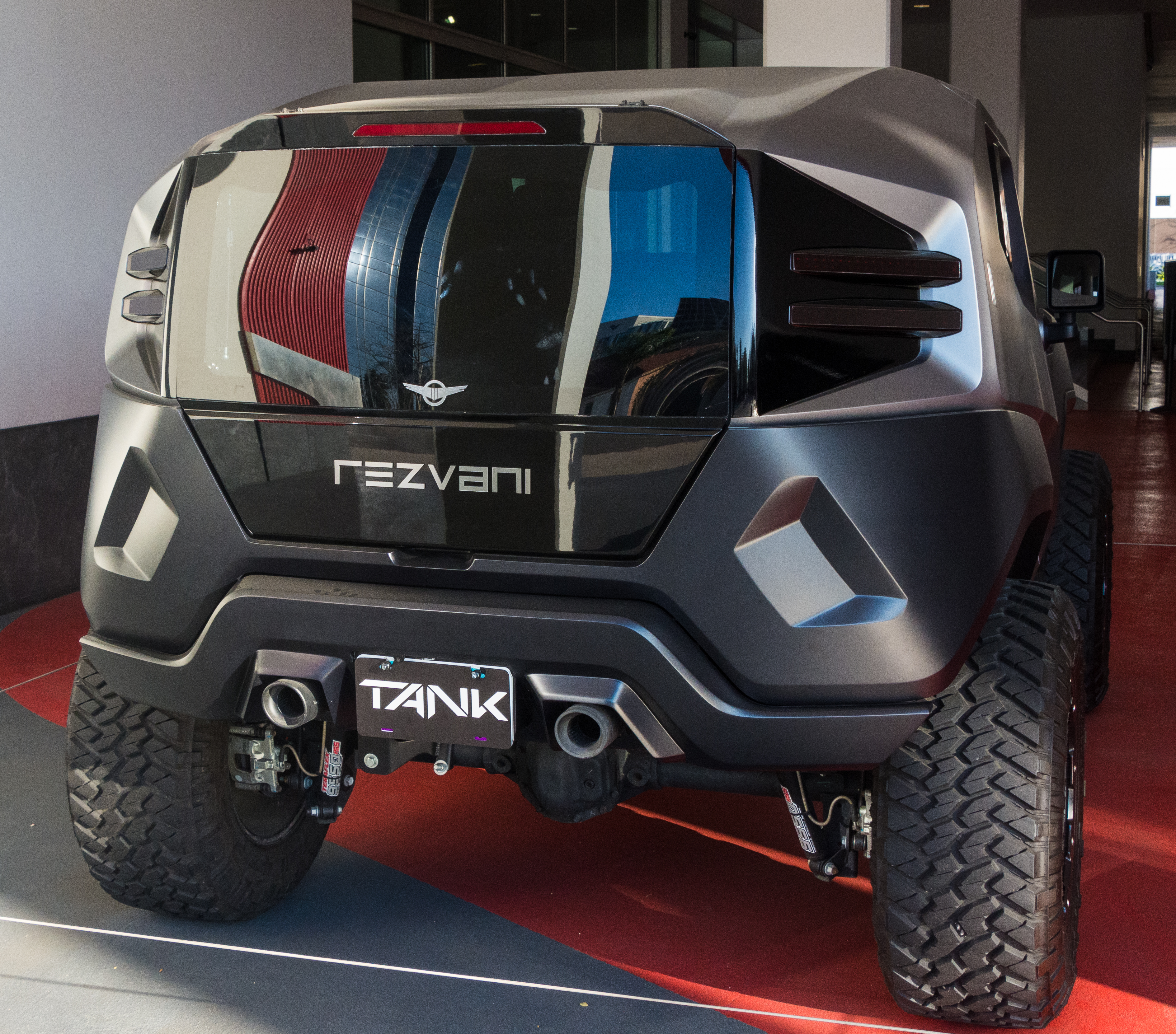
نمای پشتی رضوانی تانک

رضوانی تانک (به انگلیسی: Rezvani Tank) یک اس‌یووی سایز متوسط است که توسط شرکت رضوانی موتورز از سال ۲۰۱۷ تا اکنون تولید شده است. نام شرکت رضوانی از نام خانوادگی طراح و مدیر شرکت نشئت گرفته است.

## نسل اول

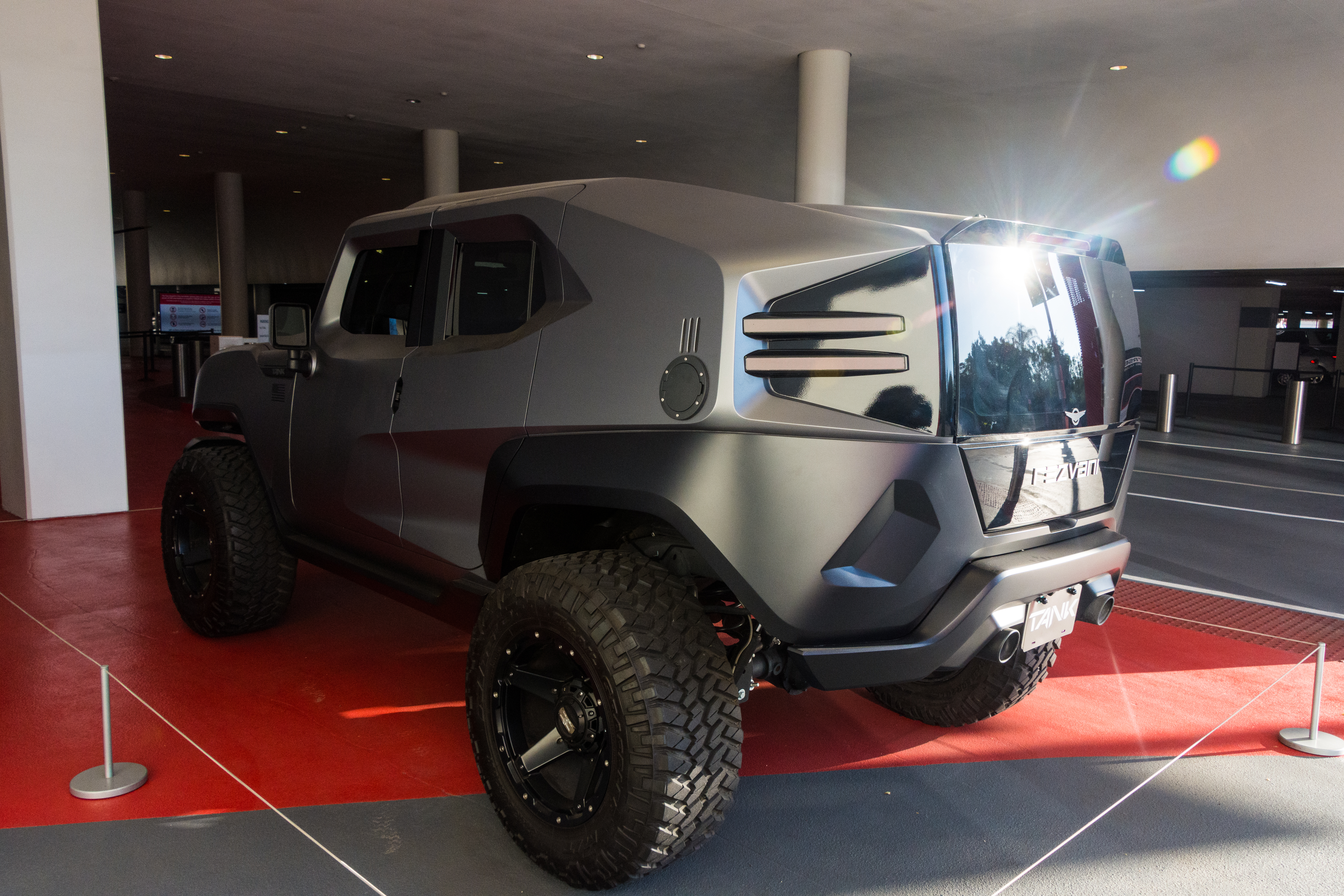
نمای پشت (نسل اول)

رضوانی در نوامبر ۲۰۱۷ از نسل اول تانک رونمایی کرد. در همین زمان رضوانی تصمیم به همکاری با جیپ گرفت که نتیجه آن ساخت مدل تانک آفرود و عملکرد بالا بر روی اجزای فنی رانگلر بود.
نسل اول این وسیله نقلیه دارای زیبایی‌شناسی خام و رزمی است که لبه‌ها را با قوس‌های چرخ‌ها به وضوح مشخص کرده و جزئیات بدنه را با حالت تهاجمی ترکیب می‌کند. قسمت عقب بدنه با یک قوز با لامپ‌های مرتفع ساخته شده در تکنولوژی ال‌ئی‌دی تزئین شده است. این درایو از یک موتور وی۸ ۶٫۴ لیتری ۵۰۰ اسب بخاری استفاده می‌کرد که با یک درایو AWD کنترل‌شده‌ی دستی و یک جعبه‌دنده خودکار کار می‌کرد.

## نسل دوم
رضوانی در سال ۲۰۱۹ از نسل دوم تانک رونمایی کرد. دو سال پس از نمایش اولین نسل تانک، که اولین حضور آن به سرعت با اولین نسل کاملاً جدید رانگلر پوشانده شد، رضوانی تصمیم گرفت نمونه جدیدی از شاسی‌بلند آفرود خود را که بر پایه مدل جی‌ال ساخته شده بود، بسازد.
در مقایسه با نسل پیشین خود، تانک نسل دوم دارای بدنه حجیم‌تر با شبح برجسته‌تر است که طولانی‌تر بود و به‌طور سنتی درهای عقب باز می‌شد. جزئیات بیرونی و ظاهر تک تک قطعات کاملاً بازطراحی شدند. تجهیزات استاندارد نیز به‌طور گسترده مورد بازنگری قرار گرفت.
نسل دوم تانک مانند نسل پیشین خود به لطف یک واحد قدرت اسپورت با ویژگی‌های رانندگی با عملکرد بالا متمایز شد. این بار، موتور ۶٫۲ لیتری وی۸ همی از دوج چلنجر اصلاح شده و به‌جای ۸۴۰ اسب بخار پایه به ۱۰۰۰ اسب بخار رسیده است. علاوه بر این، این پیشنهاد شامل یک وی۶ ضعیف‌تر با قدرت ۲۸۵ اسب بخار نیز بود.